# استان پانامای غربی

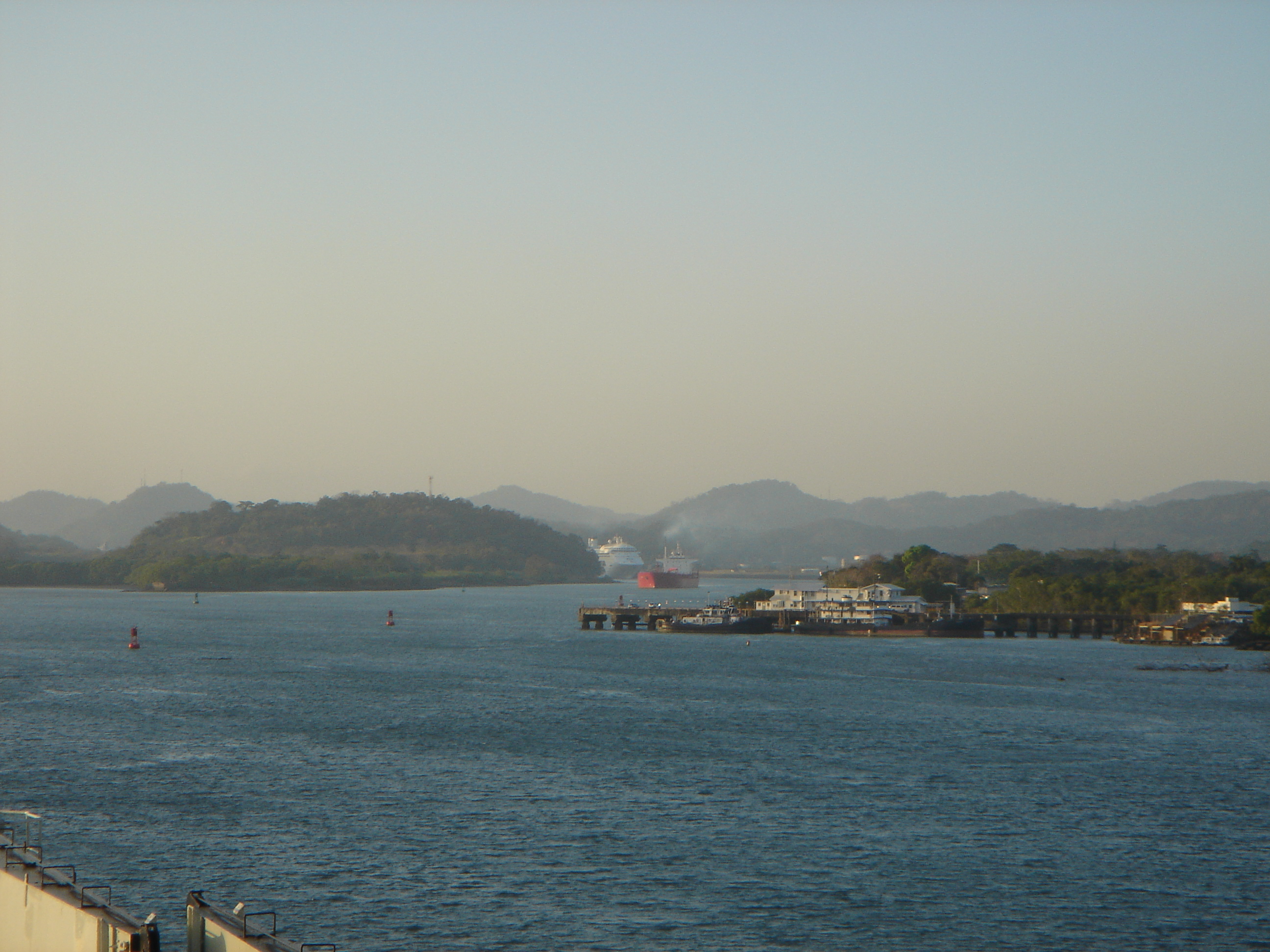
استان پانامای غربی

استان پانامای غربی (به اسپانیایی: Provincia de Panamá Oeste) یکی از ده استان پاناما است که در مرکز این کشور واقع شده‌است. استان پاناما اوسته ۲٬۷۸۶ کیلومتر مربع مساحت و ۴۶۴٬۰۳۸ نفر جمعیت دارد.